# The Valley of Gwangi
The Valley of Gwangi er en amerikansk science fiction-western fra 1969, instrueret af Jim O'Connolly. Den har mindeværdige stop-motion-effekter af Ray Harryhausen og munter, fængende wildwest-musik af Jerome Moross.
James Franciscus spiller opportunisten Tuck Kirby, der et sted i Mexico finder en skjult dal, hvor forskellige dyreracer har overlevet i millioner af år, bl.a en lillebitte urhest. I filmens mest berømte scene ridder en flok cowboys ind i dalen og fanger en Tyrannosaurus rex med lasso. Kæmpeøglen bliver udstillet i et lokalt cirkus, men slipper naturligvis løs og spreder skræk og rædsel.
Filmen var oprindeligt planlagt som en opfølger til King Kong (1933). "Gwangi" er et indianerord for "øgle". 
Man kan finde inspiration fra The Valley of Gwangi i Steven Spielbergs Jurassic Park (1993).

## Eksterne Henvisninger
- The Valley of Gwangi på Internet Movie Database (engelsk)
- The Valley of Gwangi i Svensk Filmdatabas (svensk)
- The Valley of Gwangi på AlloCiné (fransk)
- The Valley of Gwangi på MovieMeter (nederlandsk)
- The Valley of Gwangi på AllMovie (engelsk)
- The Valley of Gwangi hos American Film Institute (engelsk)
- The Valley of Gwangi på Turner Classic Movies (engelsk)
- The Valley of Gwangi på The Movie Database (engelsk)
- The Valley of Gwangi på Rotten Tomatoes (engelsk)
- The Valley of Gwangi på Filmaffinity (engelsk)